# Королевская санкция
Короле́вская са́нкция в конституционных монархиях — акт, которым монарх или его представитель одобряет принятые парламентом законы. Обычно монарх по традиции или закону обязан одобрять все законы, принятые парламентом, а королевская санкция является простой формальностью.

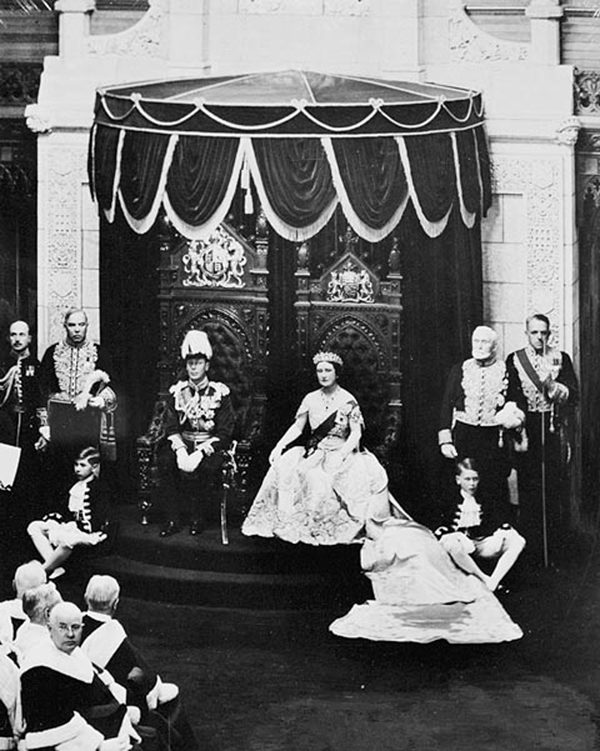
Георг VI представляет королевскую санкцию к законам в канадском Сенате, 19 мая 1939. Рядом с ним сидит его супруга, королева Елизавета

## Бельгия
В Бельгии королевская санкция — это действие, которым король обозначает своё формальное согласие с законом, ставя на нём свою подпись. Для королевской санкции не установлено никаких сроков. За отказ короля одобрить закон отвечает федеральное правительство.
Закон утверждается королём. Король как глава исполнительной власти подтверждает существование закона и даёт приказ о его исполнении.
За всю историю Бельгии король лишь однажды отказался одобрить закон. Во время публикации закона об условном устранении уголовного характера аборта король Бодуэн письменно уведомил премьер-министра, что совесть не позволяет ему одобрить этот закон и он просит найти решение, учитывая его проблему с совестью и не нарушая при этом деятельность демократических институтов.
4 апреля 1990 года совет министров констатировал у короля неспособность править, что позволило министрам ратифицировать этот закон. Был издан специальный выпуск «Монитёр бельж» с текстом закона, ратифицированного и одобренного собранными в совет министрами. Через тридцать шесть часов парламент постановил о прекращении неспособности короля править, и королю была возвращена вся полнота его функций.

## Содружество
В странах Содружества, главой государства которых является британский монарх, королевская санкция предоставляется генерал-губернаторами. В Канаде провинциальные законы одобряет лейтенант-губернатор провинции.
В Канаде традиционная церемония предоставления Королевской санкции в парламенте проводится не регулярно. Церемония королевской санкции происходила в Сенате.